# Quirks mode
Quirks mode, также режим совместимости — режим работы движков веб-браузеров, в котором они обратно совместимы с веб-страницами, созданными для старых браузеров.
В режиме совместимости браузер игнорирует часть правил CSS, имитируя поведение старого движка. Например, браузер Internet Explorer 6-й и 7-й версий отображает документы как Windows Internet Explorer 5; браузеры семейства Mozilla — как Netscape 4.
Если тип документа не объявлен или объявлен некорректно, браузер всегда работает в режиме совместимости.[уточнить]